# Skagerrakkanal
|  | Per a altres significats, vegeu «Skagerrak». |

L'Skagerrakkanal és un antic meandre del riu Alster a Hamburg (Alemanya), canalitzat entre 1913-1918 quan va rectificar-se l'Alster, per a eixamplar les zones habitables i crear una cadena de parcs i de senders verds. Antany com avui, viure al marge d'aigua era molt cobejat i les famílies benestants van construir-hi vil·les elegants al mig de jardins amplis.
Segons la llei sobre la classificació de les aigües superiors de l'estat d'Hamburg, és un curs d'aigua de primera categoria, i doncs una via aquàtica pública, accessible a tots. Tot i tenir un cert paper econòmic fins a la fi de la segona guerra mundial, principalment pel transport de materials de construcció, avui el canal curtet ja no en té cap i només atreu els navegadors de canoes. Es troba al centre força urbanitzat de la ciutat, sorprèn tanmateix per a la seva natura opulent i inexpectat.

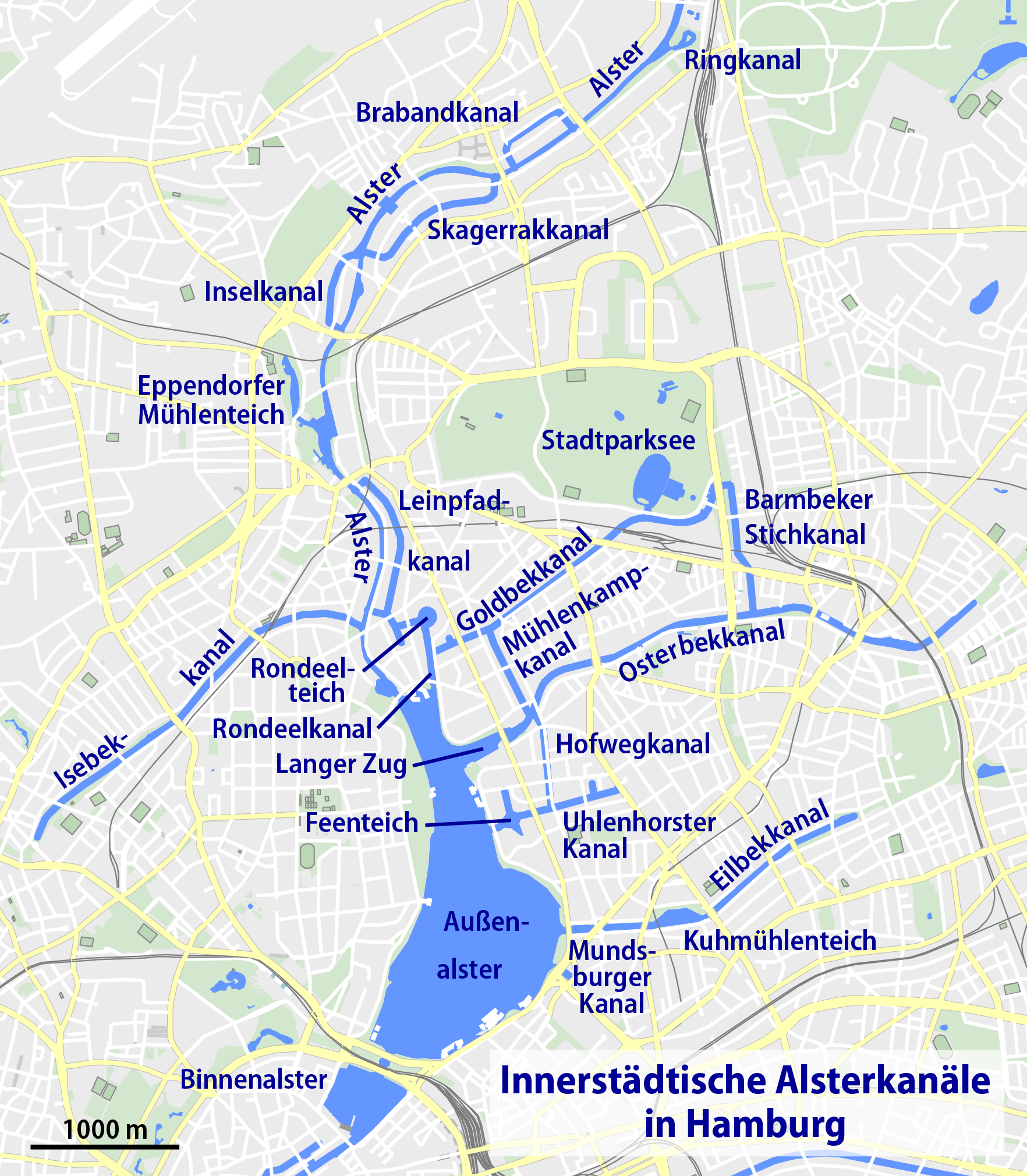
Mapa dels canals centrals d'Hamburg
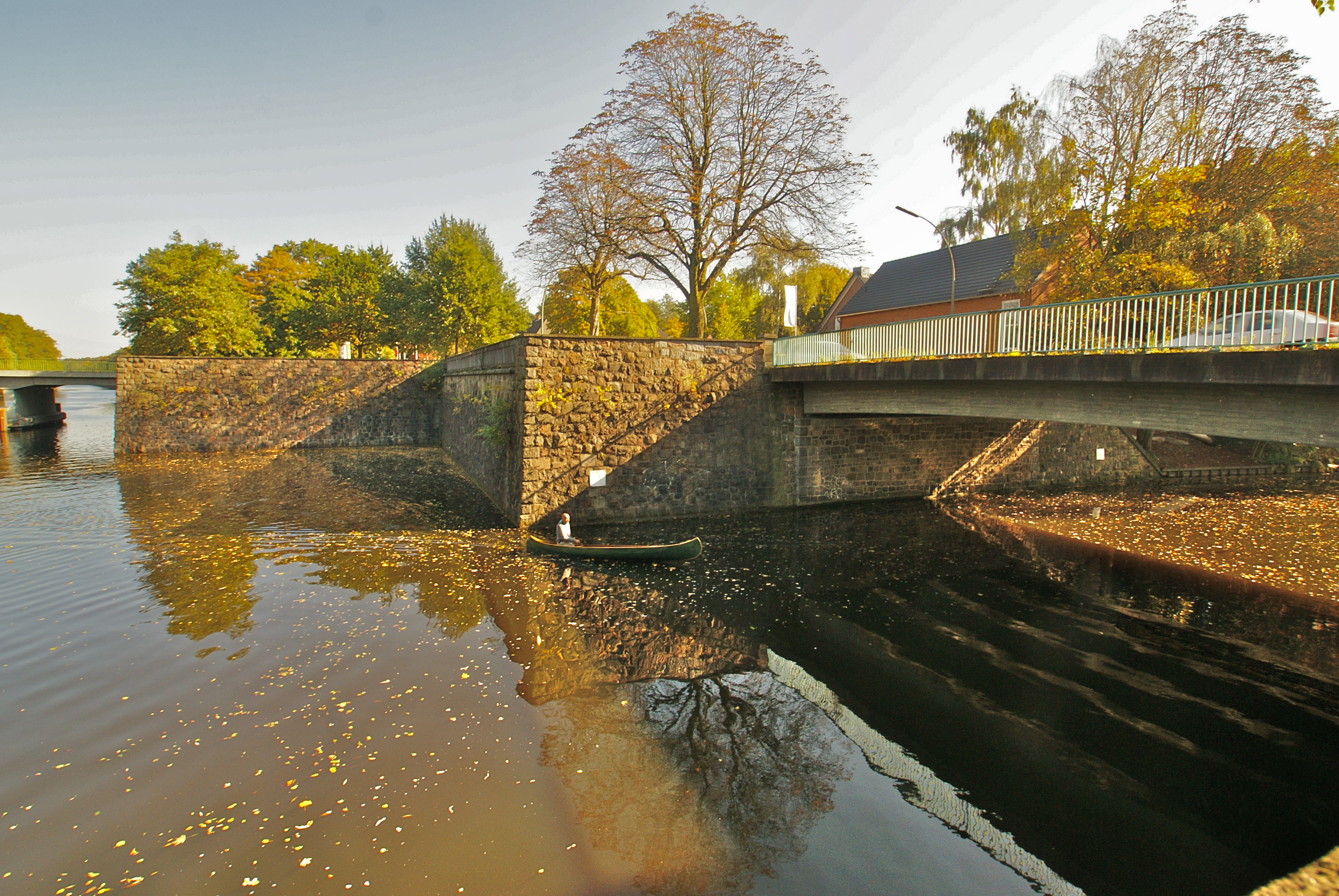
L'Alster (esquerra) i el pont septentrional del carrer Rathenaustraße i del canal
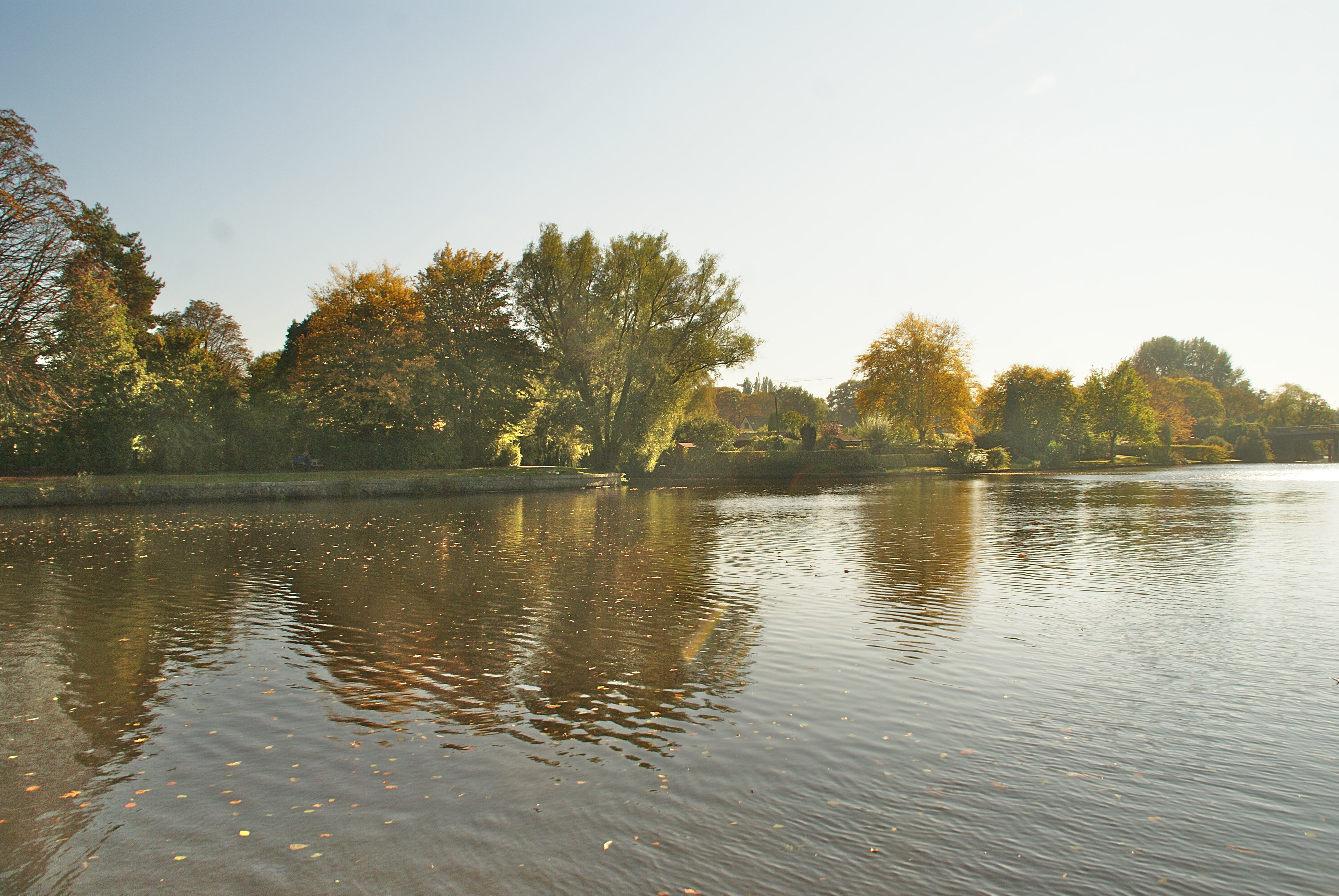
La confluència meridional del canal amb l'Alster